# Cupressus macrocarpa
Cupressus macrocarpa là một loài thực vật hạt trần trong họ Cupressaceae. Loài này được Hartw. mô tả khoa học đầu tiên năm 1847.